# Kłodzko (gmina wiejska)
Kłodzko – gmina wiejska położona w województwie dolnośląskim, w centrum powiatu kłodzkiego i ziemi kłodzkiej. Przed reformą administracyjną Polski z 1999 r. gmina wchodziła w skład województwa wałbrzyskiego. Siedziba gminy znajduje się w Kłodzku, które tworzy osobną gminę miejską.
Obszar gminy stanowi 15,35% powierzchni powiatu. 30 czerwca 2009 gminę zamieszkiwało 17 031 osób. Natomiast według danych z 30 czerwca 2020 roku gminę zamieszkiwało 17 079 osób.

## Środowisko naturalne

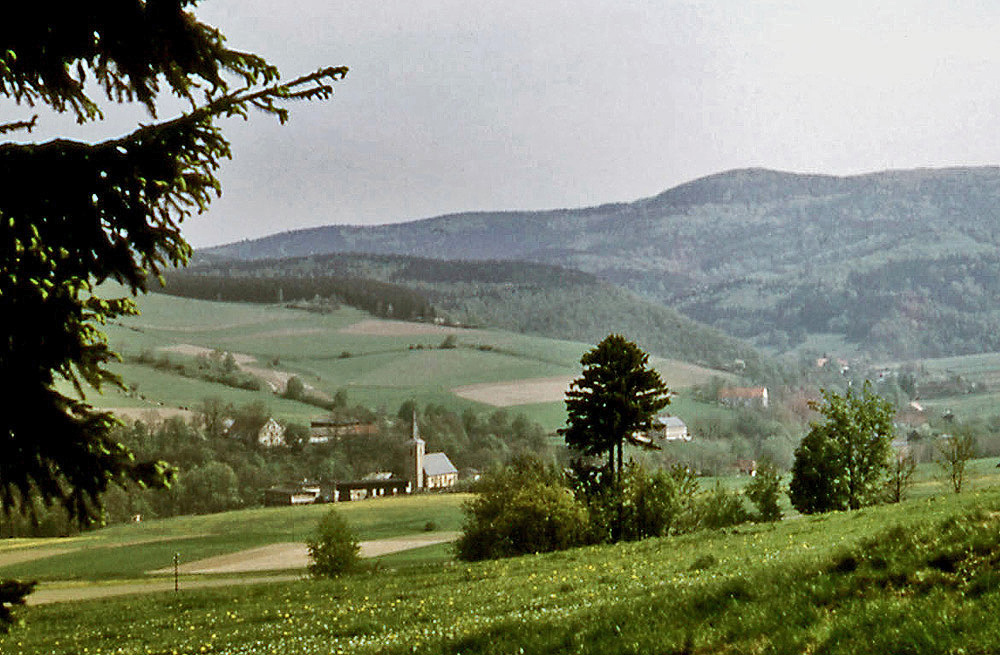
Ogólna panorama Wojciechowic w 1967 roku

### Położenie geograficzne
Gmina Kłodzko położona jest w południowo-zachodniej Polski, w Sudetach, obejmuje Kotlinę Kłodzką oraz częściowo Krowiarki, wchodzące w skład Masywu Śnieżnika i Góry Bardzkie, które stanowią równocześnie wschodnią granicę gminy.

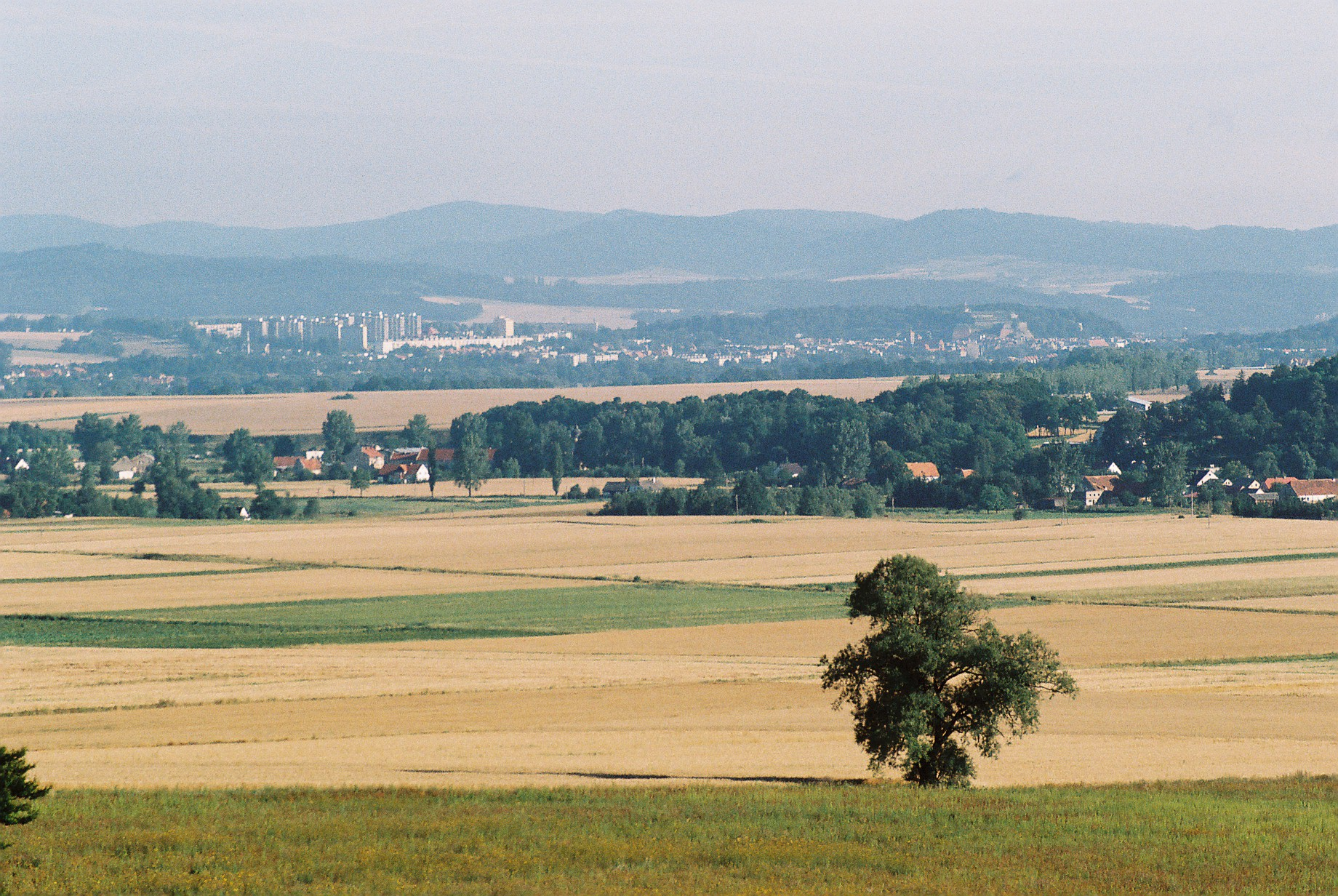
Kotlina Kłodzka widziana spod Wapniarki w Żelaźnie

Na zachodzie gmina Kłodzko graniczy z Polanicą-Zdrojem, gminą Szczytna i Radków, na północnym zachodzie z gminą Nowa Ruda, na wschodzie z gminami: Stoszowice, Bardo, Złoty Stok i Lądek-Zdrój, a na południu z gminą Bystrzyca Kłodzka. Geograficznie gmina wiejska otacza obszar gminy miejskiej Kłodzko.

### Warunki naturalne
Powierzchnię gminy Kłodzko tworzy lekko falista równina o wysokości 350–430 m n.p.m. o charakterze starej trzeciorzędowej powierzchni zrównania, z cienką pokrywą utworów czwartorzędowych, ponad którą wznoszą się izolowane i, twardzielowe garby i wzniesienia. Najwyższym wzniesieniem na obszarze gminy jest Sarnica (551 m). Powierzchnię kotliny rozcinają głębokie, często o charakterze przełomowym doliny rzeczne. Środek gminy wyznaczają ujściowe odcinki dolin uchodzących do Nysy Kłodzkiej jej dopływów: Bystrzycy Dusznickiej, Ścinawki, Jodłownika, Jaszkówki i Białej Lądeckiej.

### Budowa geologiczna

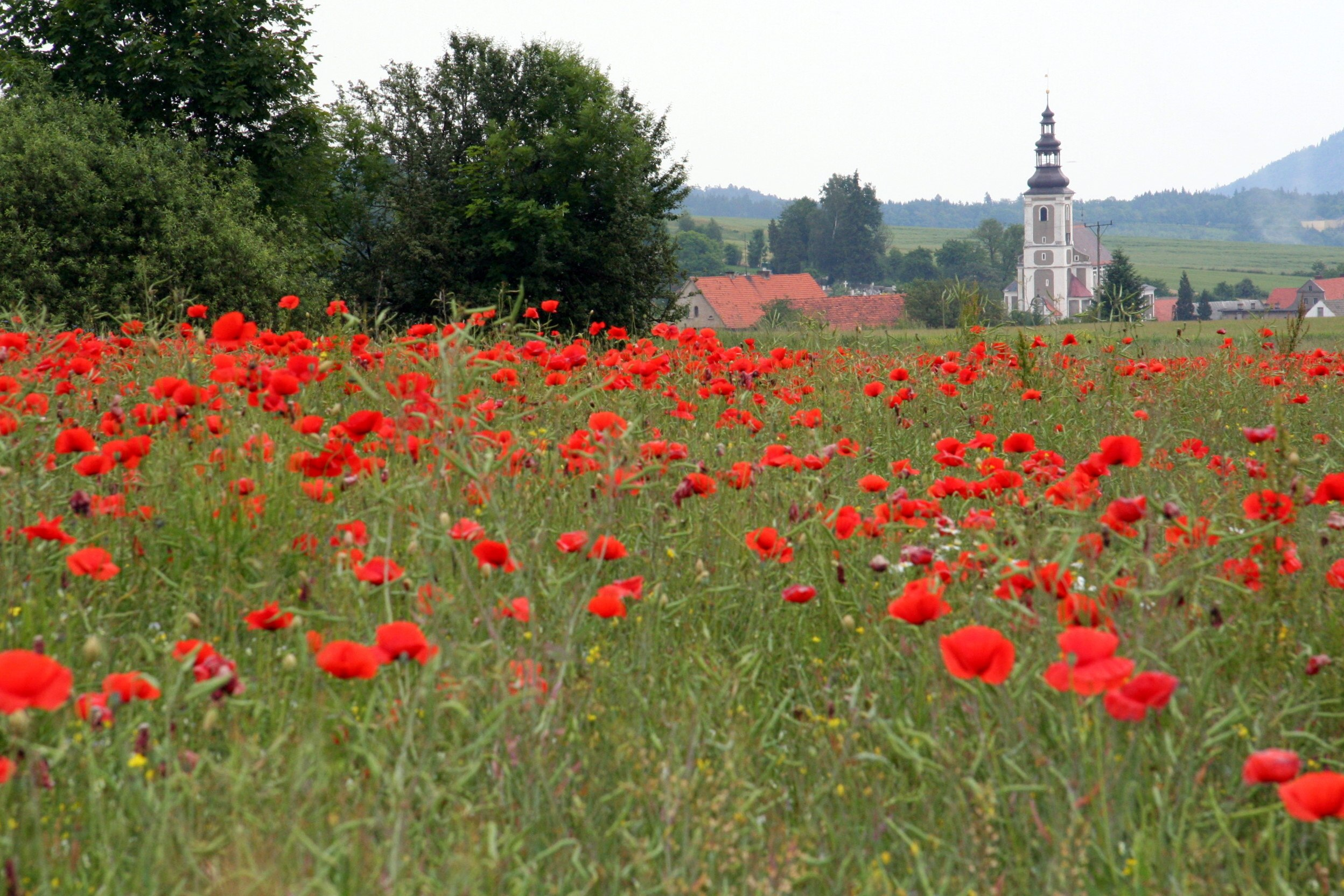
Łąka w Wojborzu

Gmina Kłodzko leży na obszarze struktury geologicznej określanym mianem niecki lub synklinorium śródsudeckiego, jedynie jej północna część ma znacznie bardziej złożoną budowę. Występujące tu struktury należą do różnowiekowych jednostek metamorfiku kłodzkiego, struktury bardzkiej i kłodzko-złotostockiego masywu granitoidowego.

### Surowce mineralne
W porównaniu z ościennymi gminami zasoby surowców mineralnych gminy Kłodzko przedstawiają się bardzo skromnie. Znaczenie gospodarcze posiadają wyłącznie surowce skalne, eksploatowane od stuleci na potrzeby budownictwa, których pozostałością są kamieniołomy i wyrobiska.

### Warunki klimatyczne
Gmina Kłodzko charakteryzuje się umiarkowanym, łagodnym klimatem, sprzyjającym gospodarce rolnej i hodowlanej oraz turystyce. Średnia roczna temperatura wynosi około 7 °C, a w najcieplejszym miesiącu wynosi ona ok. 17 °C, zaś w najzimniejszym styczniu –2,5 °C. Roczna suma opadów atmosferycznych sięga 600 mm. Podobnie jak w całych Sudetach, dominuje wiatr z kierunków południowo-zachodnich, z wyjątkiem okresu od maja do lipca, kiedy dominują wiatry północne.

## Środowisko przyrodnicze

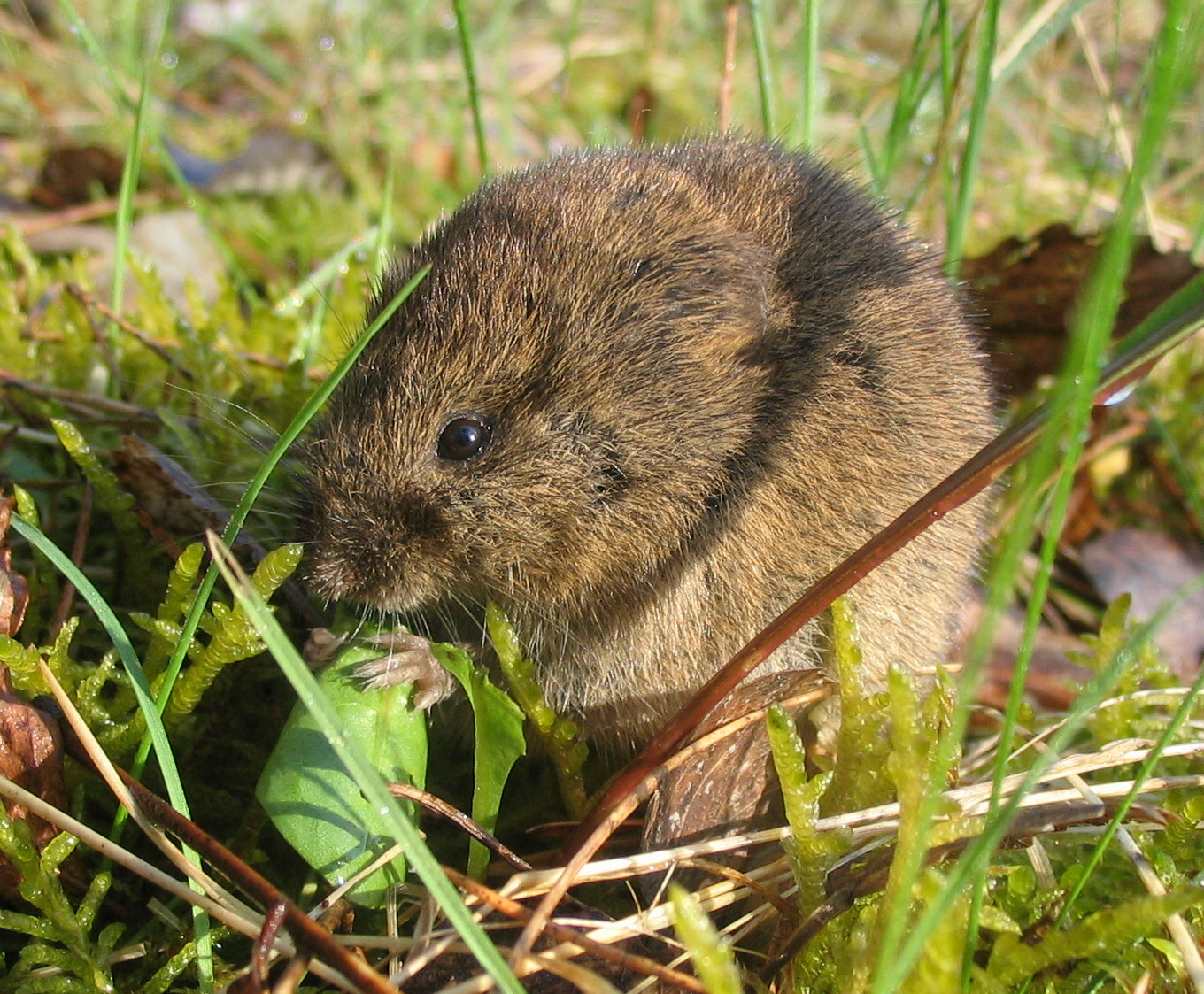
Nornik zwyczajny, jeden z gryzoni występujących na terenie gminy Kłodzko

### Roślinność
Szata roślinna występująca w gminie Kłodzko jest typowa dla Krainy Pogórzy Działu Sudeckiego Prowincji Górskiej. Jeszcze do XIII–XIV w. znaczne obszary zajęte były przez wielogatunkowe lasy liściaste, które obecnie występują w formie szczątkowej, będąc zastąpionymi przez łąki, pola i parki.
Specyficzne zespoły roślinne, głównie drzewiaste, tworzą parki dworskie, powszechnie zakładane na przełomie XIX/XX w., a także później, m.in. w Korytowie, Piszkowicach, Żelaźnie i Szalejowie Dolnym.
Lasy państwowe na terenie gminy Kłodzko wchodzą w skład nadleśnictw w Bardzie Śląskim, Bystrzycy Kłodzkiej, Zdrojach i Jugowie.

### Zwierzęta
W gminie Kłodzko można spotkać koszatkę leśną, przedstawiciela gryzoni leśnych. Spotkać można także traszkę górską oraz salamandrę plamistą. W lasach żyją lisy i kuny leśne, a na przyleśnych łąkach sarny, dziki. pospolite są gatunki takich zwierząt jak: nornik zwyczajny, kret, jeż. Niekiedy można spotkać zająca szaraka. Nad polami i łąkami bardzo często słychać skowronka pospolitego, rzadziej zaś jastrzębia.

## Symbole gminy
Jedynym symbolem gminy Kłodzko jest jej herb, ustanowiony przez radę gminy w 1997 r., stanowiący graficzny symbol społeczności i samorządu. Łączy w sobie tradycje tych ziem ze współczesnością. Tarcza herbowa barwy złotej ma nieskomplikowany zwarty kształt. Symbolizuje charakter gminy Kłodzko – skromnej, niewyróżniającej się, lecz bogatej.
Pole tarczy herbu wypełnia godło przedstawiające srebrnego lwa w koronie, w pozycji pionowej, z wyciągniętymi przednimi łapami skierowany w prawo umieszczony na czerwonym tle, dumnie i dynamicznie stąpającego po zielonych wzgórzach, pomiędzy którymi wije się rzeka ginąca na horyzoncie, przecinając krajobraz na dwie części.

## Historia

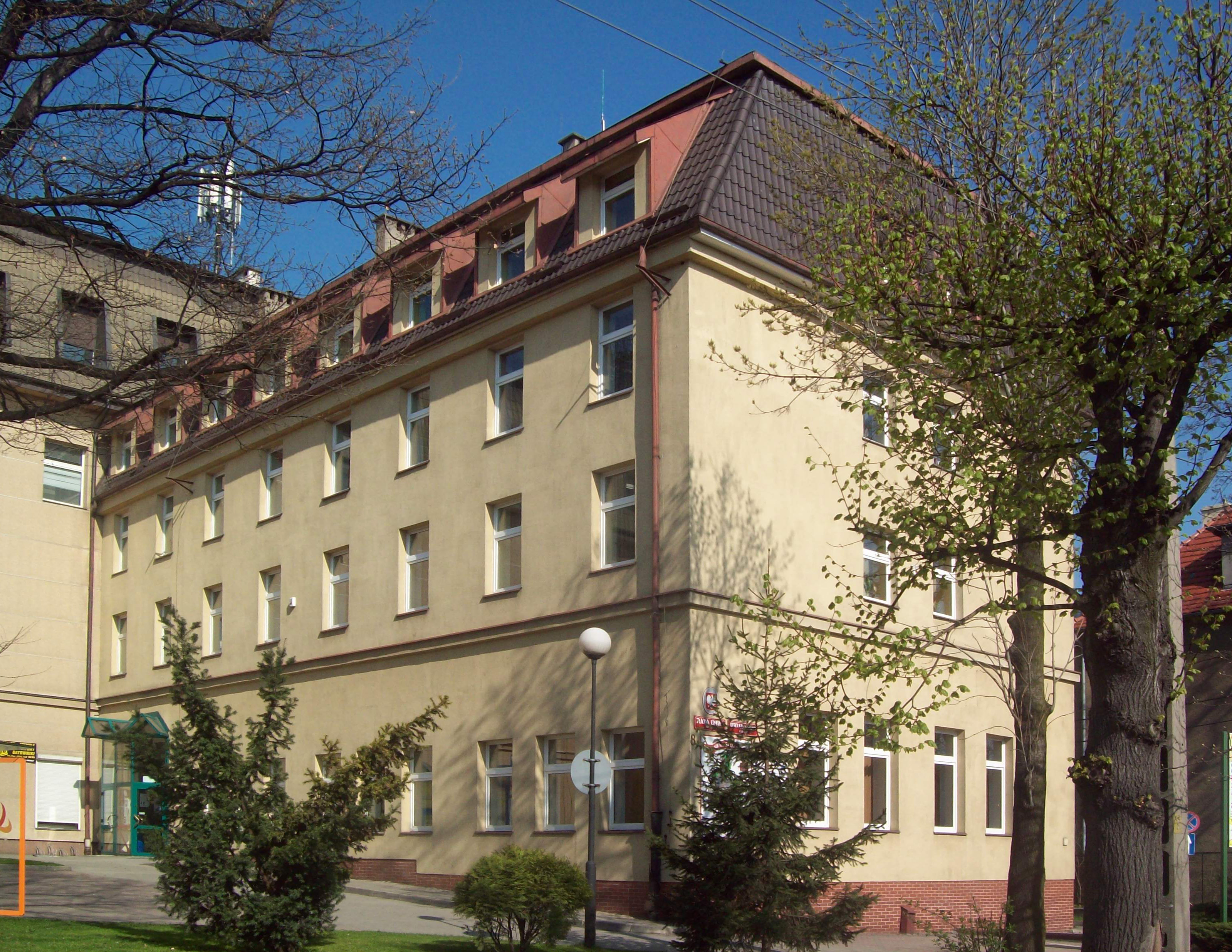
Siedziba Urzędu Gminy w Kłodzku, powstała w 1996 roku, wcześniej władze gminne urzędowały w budynku ratusza i urzędu rejonowego

Gmina Kłodzko powstała po II wojnie światowej na terenie tzw. Ziem Odzyskanych (II okręg administracyjny – Dolny Śląsk). 28 czerwca 1946 gmina – jako jednostka administracyjna powiatu kłodzkiego – weszła w skład nowo utworzonego województwa wrocławskiego.
Początkowo obejmowała ona tylko wsie położone w najbliższym sąsiedztwie Kłodzka. Sąsiadowała z gminami: Krosnowicami na południu, Polanicą Zdrojem na zachodzie, Bożkowem na północnym zachodzie, Bardem, Stoszowicami i Złotym Stokiem na północy. 1 lipca 1952 r. gmina została podzielona na cztery gromady: Bierkowice, Ławica, Wojciechowice, Jaszkowa Górna. Gmina została zlikwidowana 29 września 1954 r. wraz z reformą wprowadzającą gromady.
Gmina Kłodzko została przywrócona w kolejnej reformie administracyjnej 1 stycznia 1973 r., uchwałą Wojewódzkiej Rady Narodowej we Wrocławiu. Jej obszar w stosunku do poprzedniego został poszerzony o gromady: Stary Wielisław, Szalejów Dolny i Szalejów Górny i liczyła ona 23 wsie. 2 lipca 1976 r. jej terytorium znowu zostało powiększone przez przyłączenie do niej zlikwidowanej gminy Żelazno oraz 5 wiosek z gminy Bożków. Znajdowała się ona w granicach nowo utworzonego województwa wałbrzyskiego. W 1990 r. na mocy ustawy o samorządzie terytorialnym gminy uległy przekształceniu z terenowych organów administracji rządowej w jednostki samorządu terytorialnego. Ostatnia zmiana miała miejsce w 1999 r., na jej skutek gmina wiejska Kłodzko znalazła się w powiecie kłodzkim, wchodzącym w skład województwa dolnośląskiego.

## Zabytki

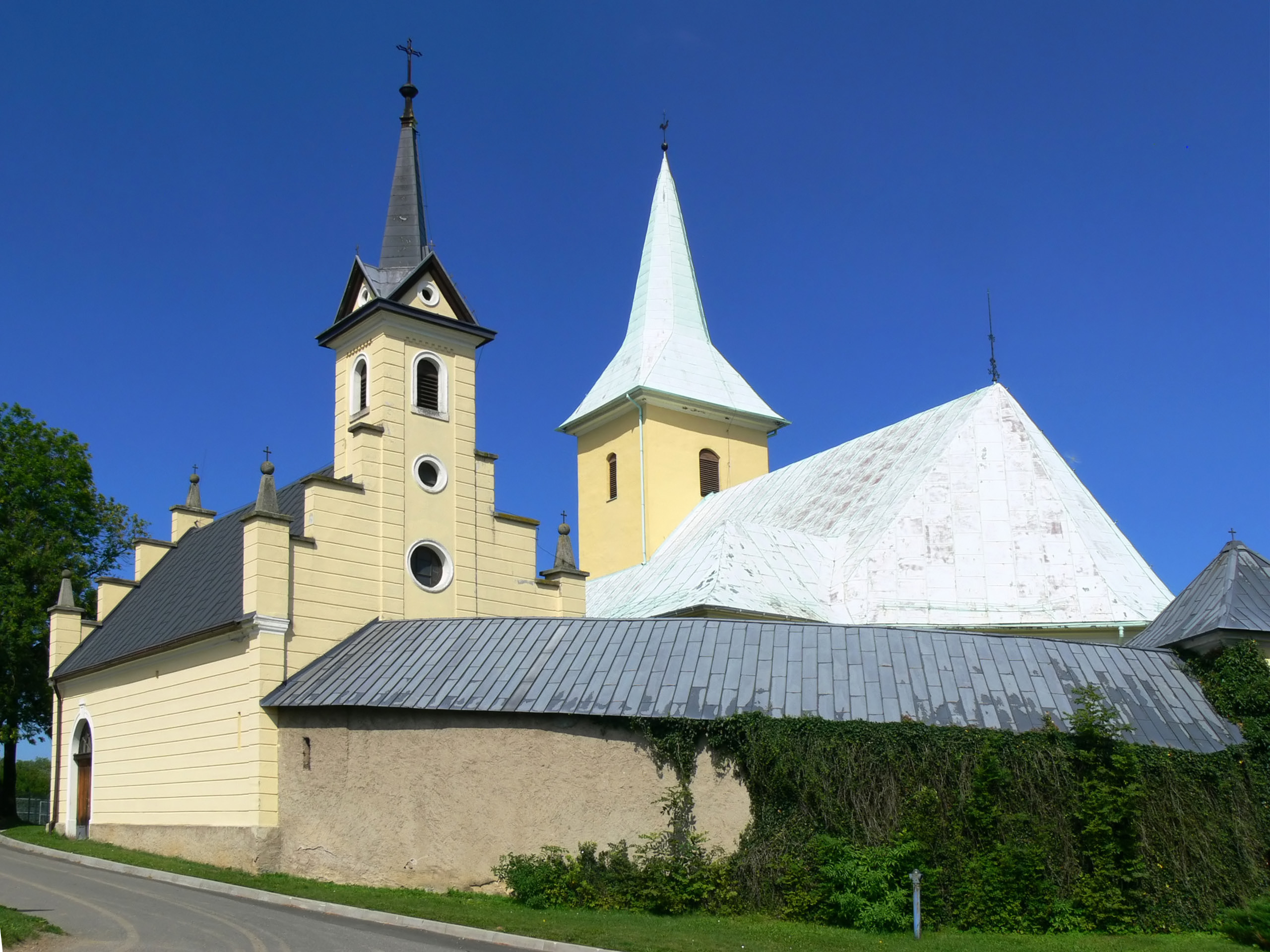
Kościół-sanktuarium w Starym Wielisławiu

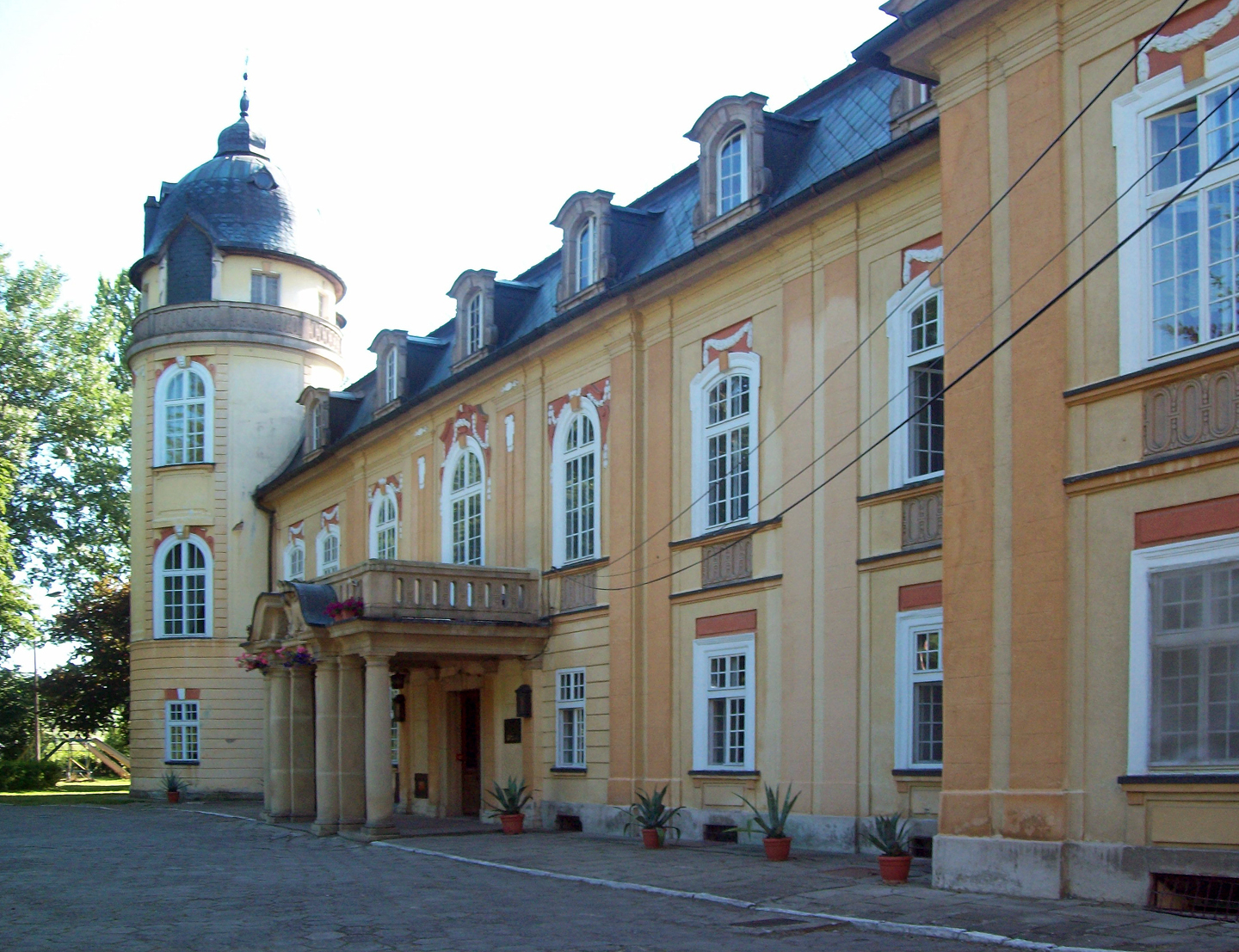
Pałac w Żelaźnie

Na terenie gminy Kłodzko zachowało się wiele obiektów zabytkowych, z których znaczna część uległa całkowitej dewastacji w latach 1945–1990. Na szczególną uwagę zasługują znajdujące się tutaj kościoły i zespoły pałacowe.

### Kościoły
- Kościół św. Jana Chrzciciela w Jaszkowej Dolnej
- Kościół św. Mikołaja w Jaszkowej Górnej
- Kościół św. Jakuba w Krosnowicach
- Kościół św. Jana Chrzciciela w Ołdrzychowicach Kłodzkich
- Kościół św. Jana Chrzciciela w Piszkowiach
- Kościół św. Mikołaja w Starkowie
- Kościół św. Katarzyny Aleksandryjskiej w Starym Wielisławiu
- Kościół św. Szymona i św. Tadeusza w Szalejowie Dolnym
- Kościół św. Jerzego w Szalejowie Górnym
- Kościół św. Jerzego w Wojborzu
- Kościół św. Michała w Wojciechowicach
- Kościół św. Marcina w Żelaźnie

### Pałace i zespoły dworskie
- Zespół dworski w Jaszkowej Górnej
- Pałac w Kamieńcu
- Pałac w Krosnowicach Górnych
- Pałac Oppersdorfów w Ołdrzychowicach Kłodzkich
- Zespół pałacowy w Podzamku
- Zespół pałacowy w Szalejowie Dolnym
- Pałac Hoffmanna w Żelaźnie

### Obiekty gospodarcze
- Przędzalnia w Ołdrzychowicach Kłodzkich

## Gospodarka
| Rodzaj                       | Powierzchnia | %      |
| ---------------------------- | ------------ | ------ |
| Grunty orne                  | 12500 ha     | 49,55% |
| Pastwiska                    | 2089 ha      | 8,28%  |
| Łąki                         | 2100 ha      | 8,33%  |
| Sady                         | 61 ha        | 0,24%  |
| Użytki rolne (Σ)             | 16750 ha     | 66,4%  |
| Lasy                         | 6109 ha      | 24,22% |
| Pozostałe grunty i nieużytki | 2366 ha      | 9,38%  |
| Użytki i nieużytki rolne (Σ) | 25225 ha     | 100%   |

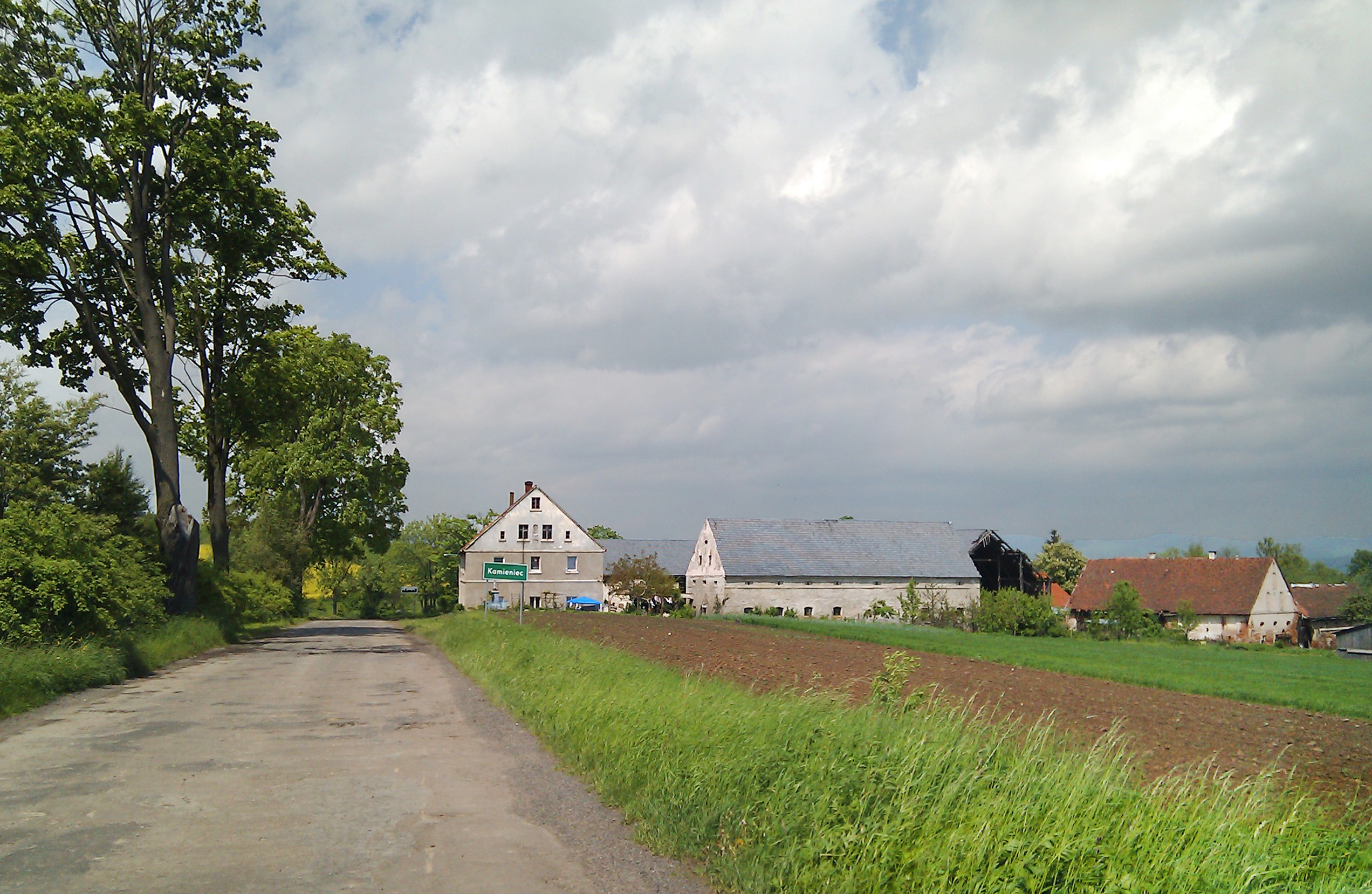
Widok na pola uprawne w Kamieńcu

Pod względem gospodarczym gmina wiejska Kłodzka ma rolniczy charakter. W wyniku transformacji gospodarczej z lat 90. XX w. upadły wszystkie większe zakłady przemysłowe na terenie gminy, w tym zakłady przemysłu włókienniczego, istniejące na terenie gminy od XIX w. Mieszkańcy gminy znajdują zatrudnienie głównie w pobliskim Kłodzku.
Stopa bezrobocia w gminie Kłodzko wynosi 32,25%

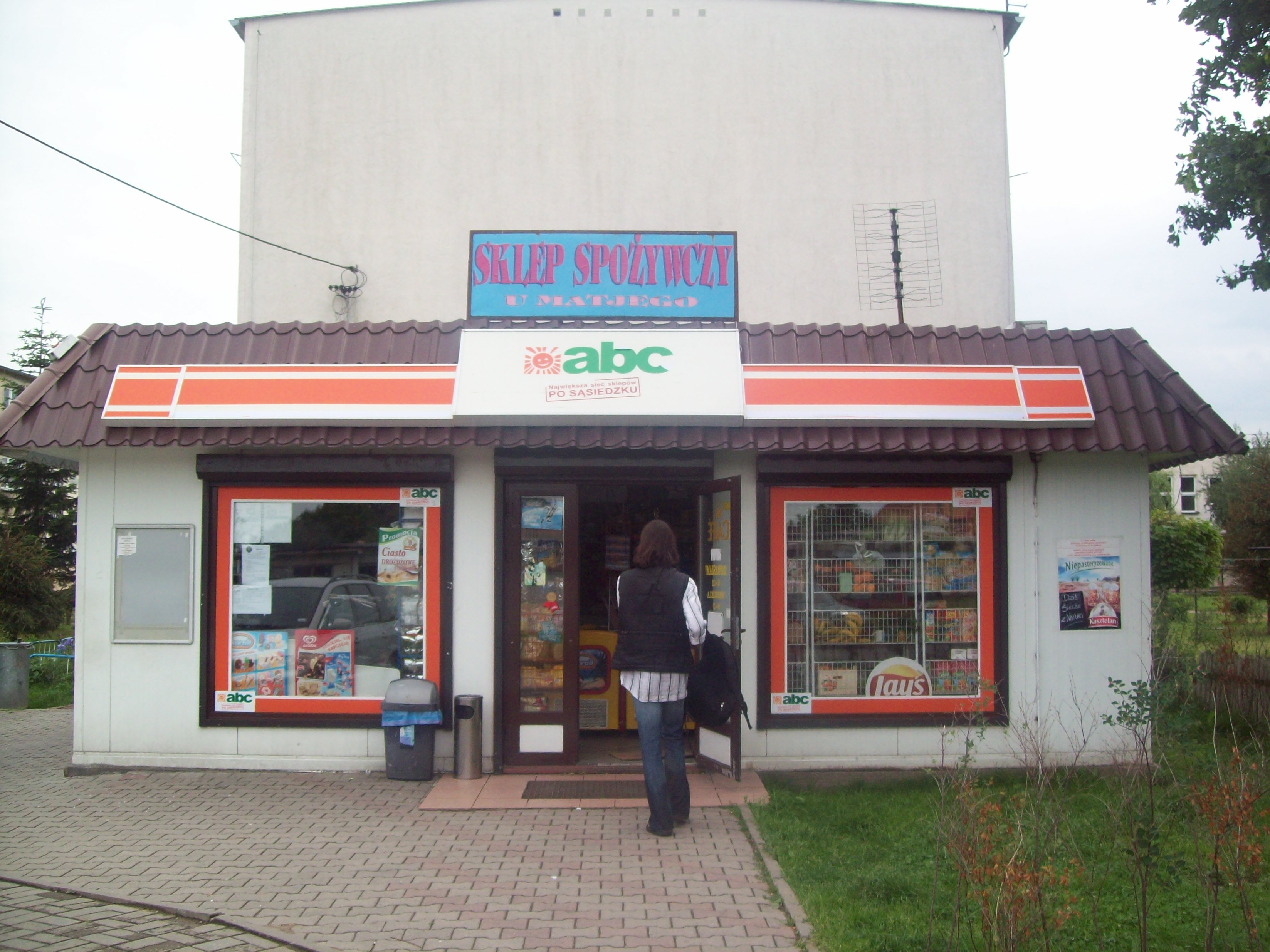
Typowy sklep w miejscowościach gminy, na przykładzie ABC w Krosnowicach Kłodzkich

Dochody budżetu gminy Kłodzko w złotych na 1 mieszkańca:

## Demografia
Powierzchnia gminy wynosi 252,25 km², co przy obecnej liczbie mieszkańców (16 928 w czerwcu 2004) daje gęstość zaludnienia równą 67 osób na 1 km². Gmina zajmuje 176. miejsce pod względem powierzchni, zaś pod względem liczby ludności w Polsce – 410.
- Wykres ludności gminy Kłodzko w ostatnich dwóch dekadach[30]:

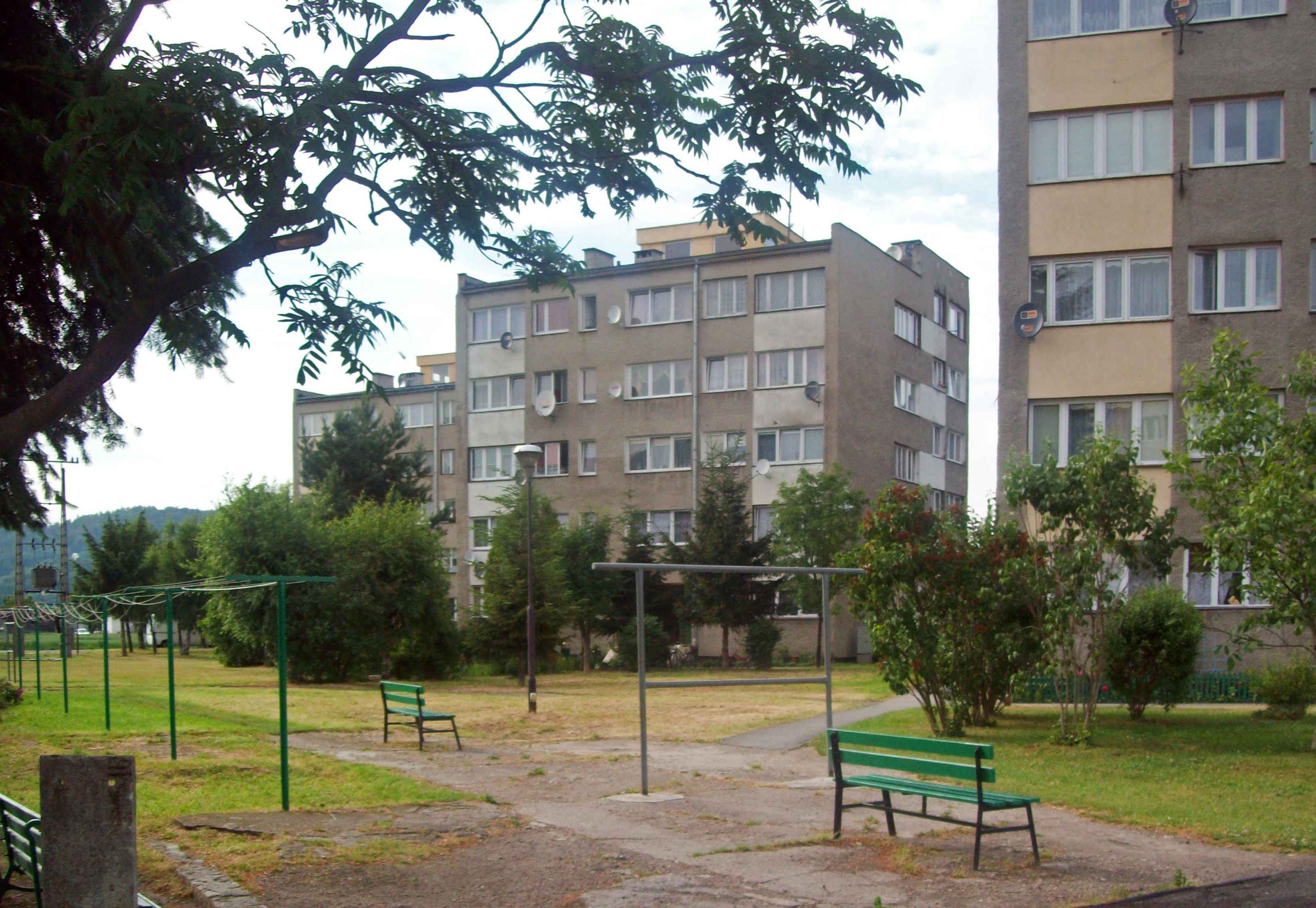
Osiedle punktowców w Ołdrzychowicach Kłodzkich, powstałe pod koniec lat 70. XX wieku.

- Struktura płci mieszkańców gminy Kłodzko według danych z 30 czerwca 2004 r.[3]:

| Opis                              | Ogółem | Ogółem | Kobiety | Kobiety | Mężczyźni | Mężczyźni |
| --------------------------------- | ------ | ------ | ------- | ------- | --------- | --------- |
| Jednostka                         | osób   | %      | osób    | %       | osób      | %         |
| Populacja                         | 16 928 | 100    | 8623    | 50,9    | 8305      | 49,1      |
| Gęstość zaludnienia [mieszk./km²] | 67,1   | 67,1   | 34,2    | 34,2    | 32,9      | 32,9      |

- Struktura płci i wieku mieszkańców gminy według danych z 30 czerwca 2008 r.

Sytuacja ludnościowa gminy Kłodzko należy do najstabilniejszych w regionie. Pod koniec lat 90. XX w. liczba ludności zaczęła nieznacznie spadać, jednak obecnie zaznaczyła się tendencja zwyżkowa, co ma związek z bezpośrednim sąsiedztwem gminy z Kłodzkiem, które stanowi ważny ośrodek kulturalny, gospodarczy i polityczny całej ziemi kłodzkiej.

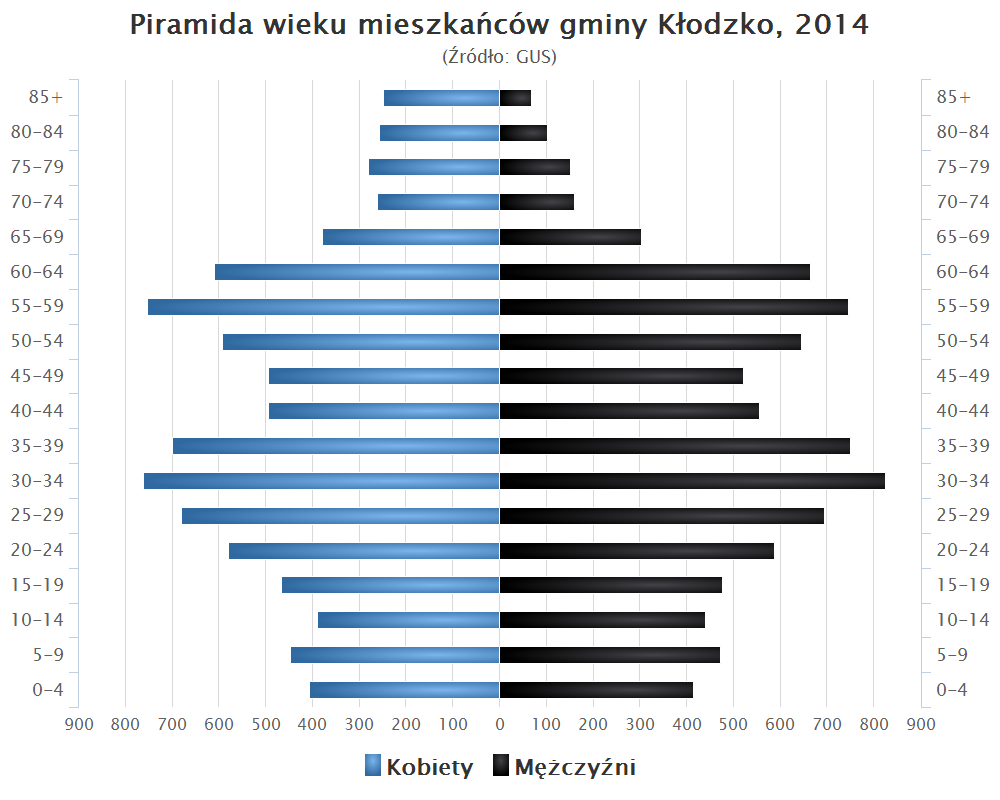
Piramida wieku mieszkańców gminy Kłodzko w 2014 roku

## Edukacja

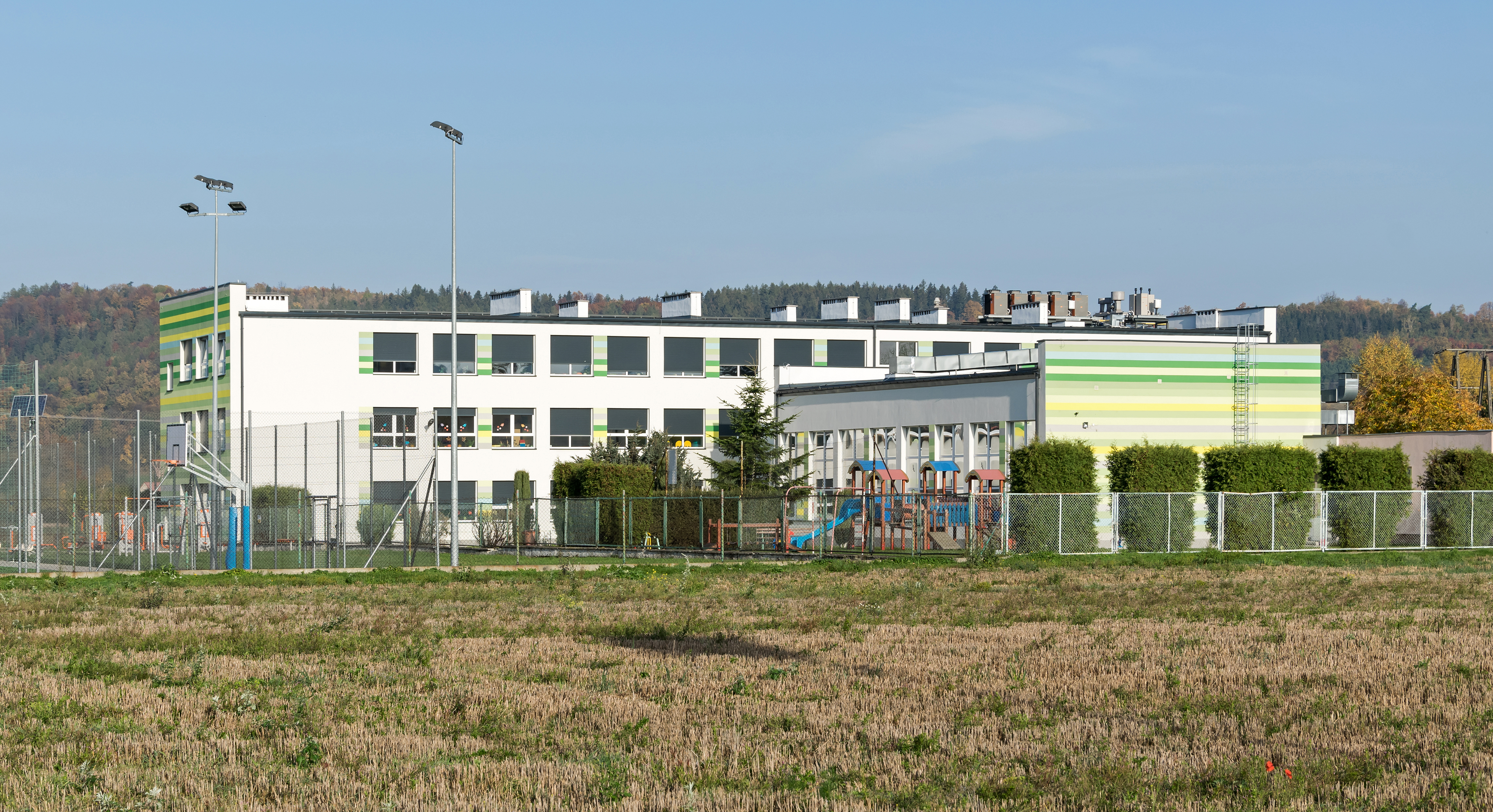
Szkoła Podstawowa w Ołdrzychowicach Kłodzkich

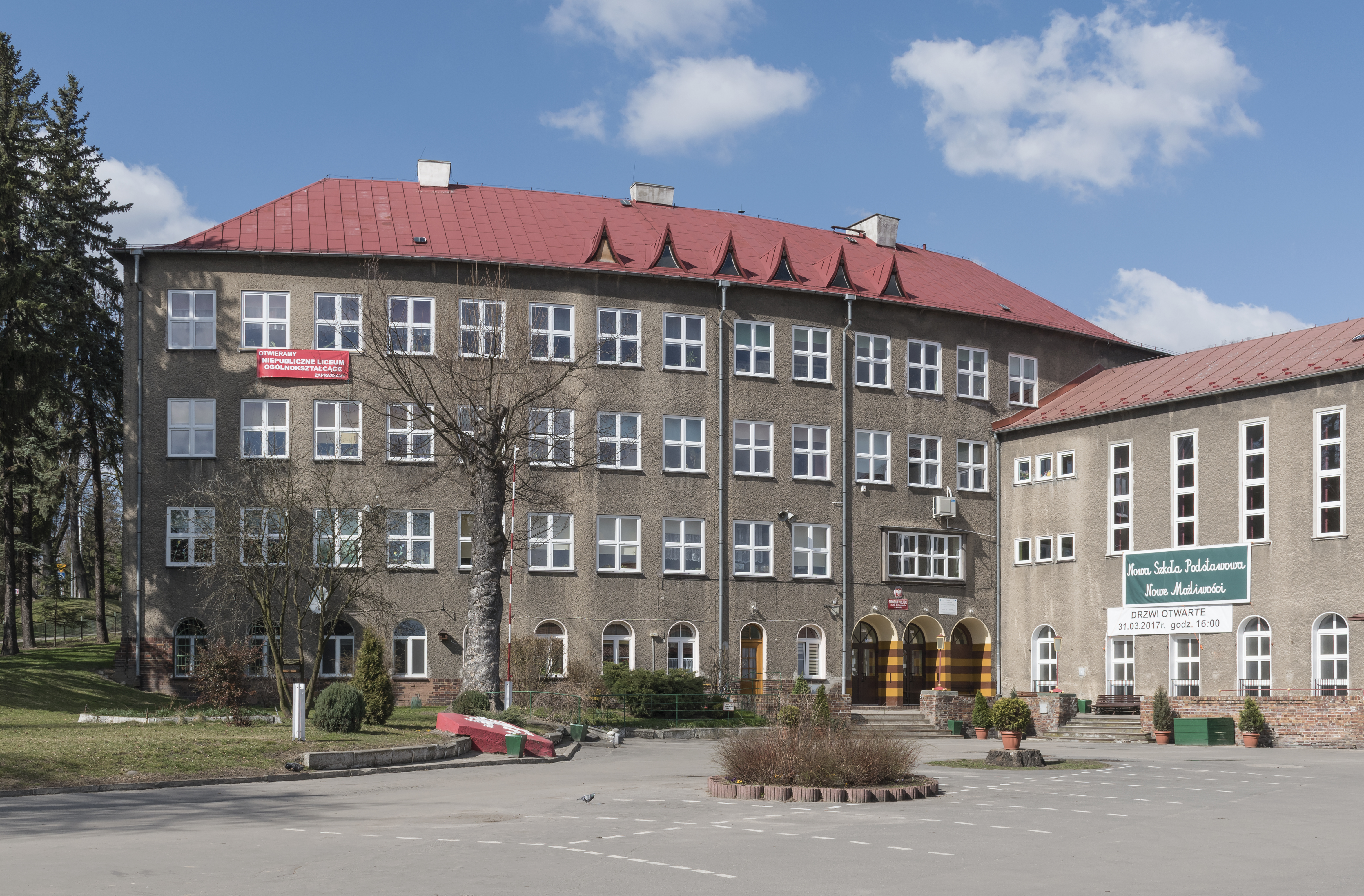
Gimnazjum Gminne w Kłodzku

Na terenie gminy znajdują się 5 przedszkoli (Jaszkowa Dolna, Krosnowice, Ołdrzychowice Kłodzkie, Żelazno, Bierkowice), 10 szkół podstawowych oraz 3 gimnazja. W placówkach prowadzonych przez Urząd Gminy, według danych z roku szkolnego 2008/2009 uczyło się 814 dzieci w szkołach podstawowych, wliczając w to klasy „0” oraz 135 uczniów w gimnazjach.
Lista szkół prowadzonych przez gminę Kłodzko:

### Szkoły podstawowe
- Szkoła Podstawowa w Jaszkowej Dolnej, Jaszkowa Dolna 63., 57-315 Jaszkowa Dolna
- Szkoła Podstawowa w Jaszkowej Górnej 71, Jaszkowa Górna 71, 57-312 Jaszkowa Górna
- Szkoła Podstawowa w Krosnowicach, Krosnowice 207, 57-362 Krosnowice
- Szkoła Podstawowa w Ołdrzychowicach Kłodzkich, ul. Sportowa 1, 57-360 Ołdrzychowice Kłodzkie
- Szkoła Podstawowa w Szalejowie Dolnym, Szalejów Dolny 100, 57-314 Szalejów Dolny
- Szkoła Podstawowa w Szalejowie Górnym, Szalejów Górny 125, 57-314 Szalejów Górny
- Szkoła Podstawowa w Wojborzu, Wojbórz 52, 57-442 Wojbórz

### Gimnazja
- Publiczne Gimnazjum im. Władysława Stanisława Reymonta, ul. Traugutta 1, 57-300 Kłodzko
- Gimnazjum Publiczne w Wojborzu, Wojbórz 52, 57-442 Wojbórz

## Kultura
W gminie znajduje się Gminna Biblioteka Publiczna z siedzibą w Ołdrzychowicach Kłodzkich. Najważniejszą instytucją kulturalną jest Ośrodek Kultury Gminy Kłodzko również z siedzibą w Ołdrzychowicach.

## Podział administracyjny

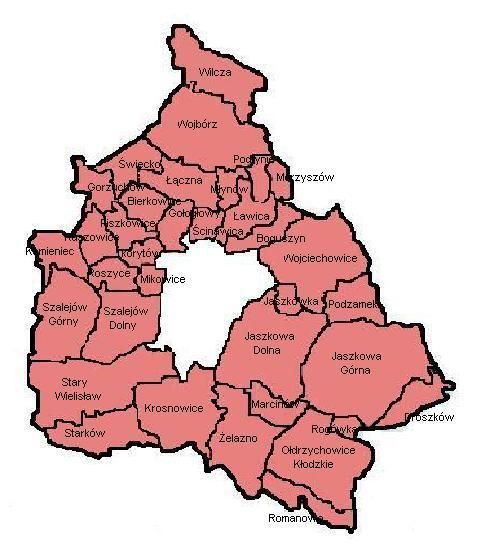
Podział administracyjny gminy Kłodzko

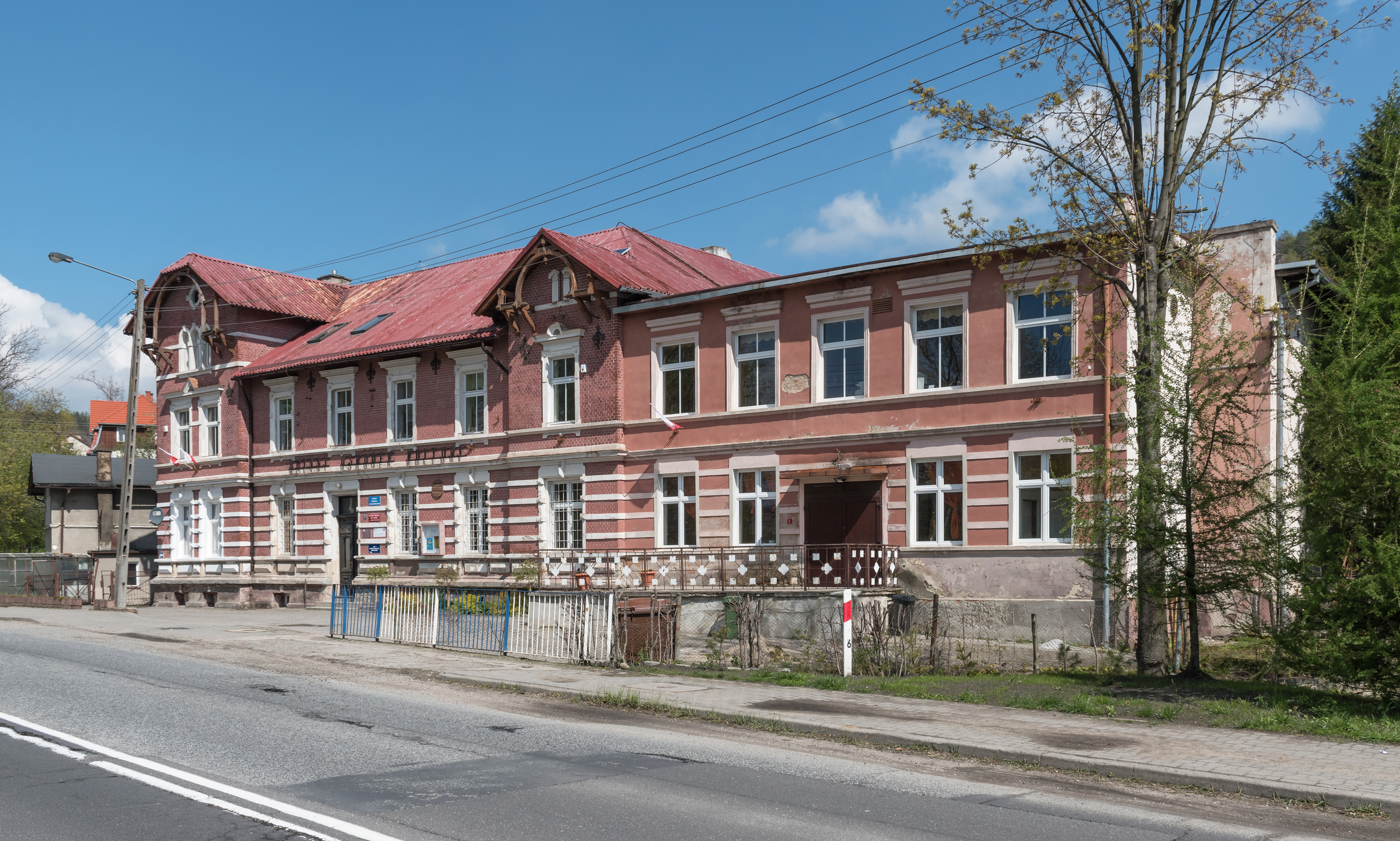
Gminny Ośrodek Kultury w Ołdrzychowicach Kłodzkich

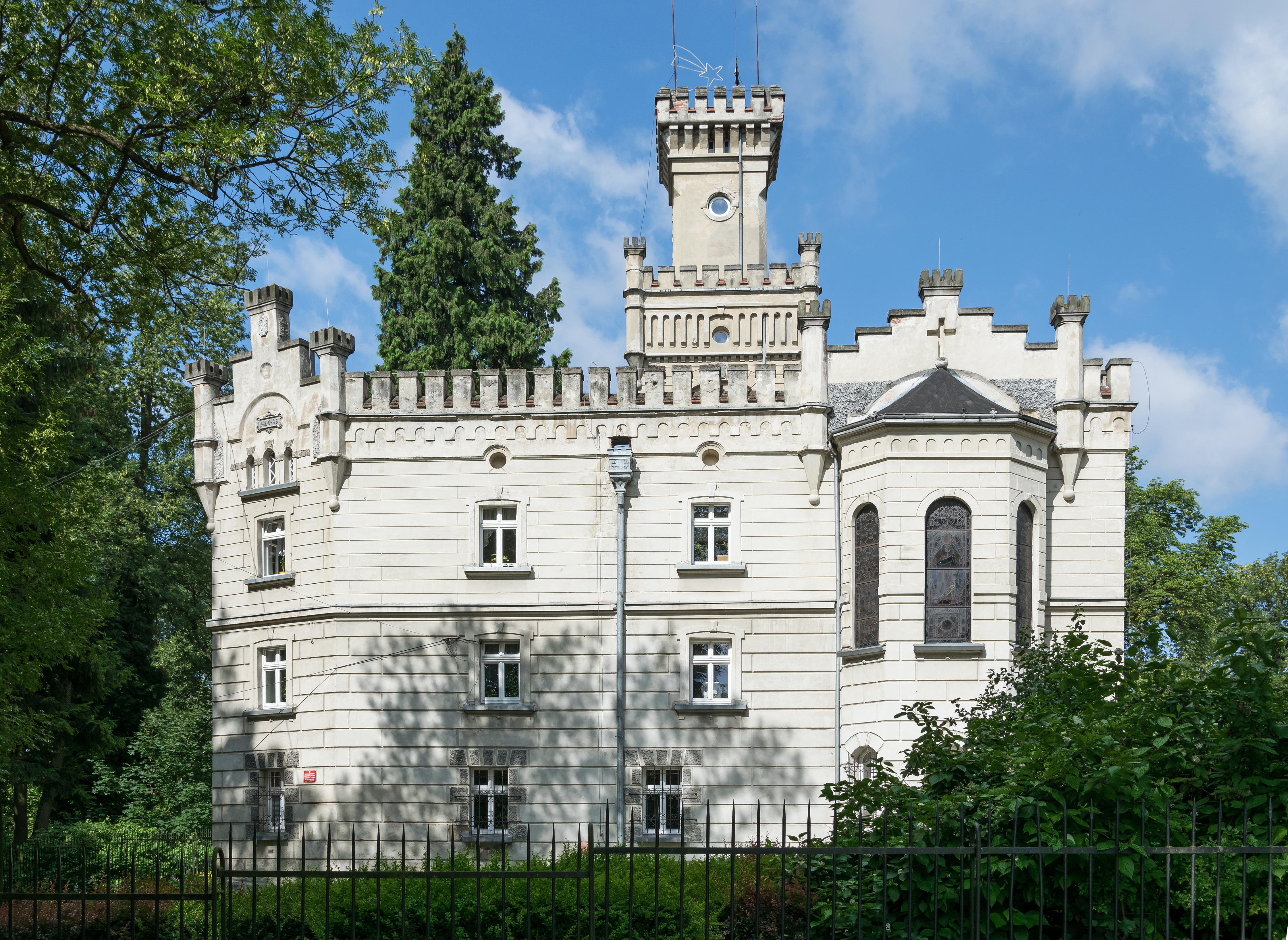
Pałac w Podzamku

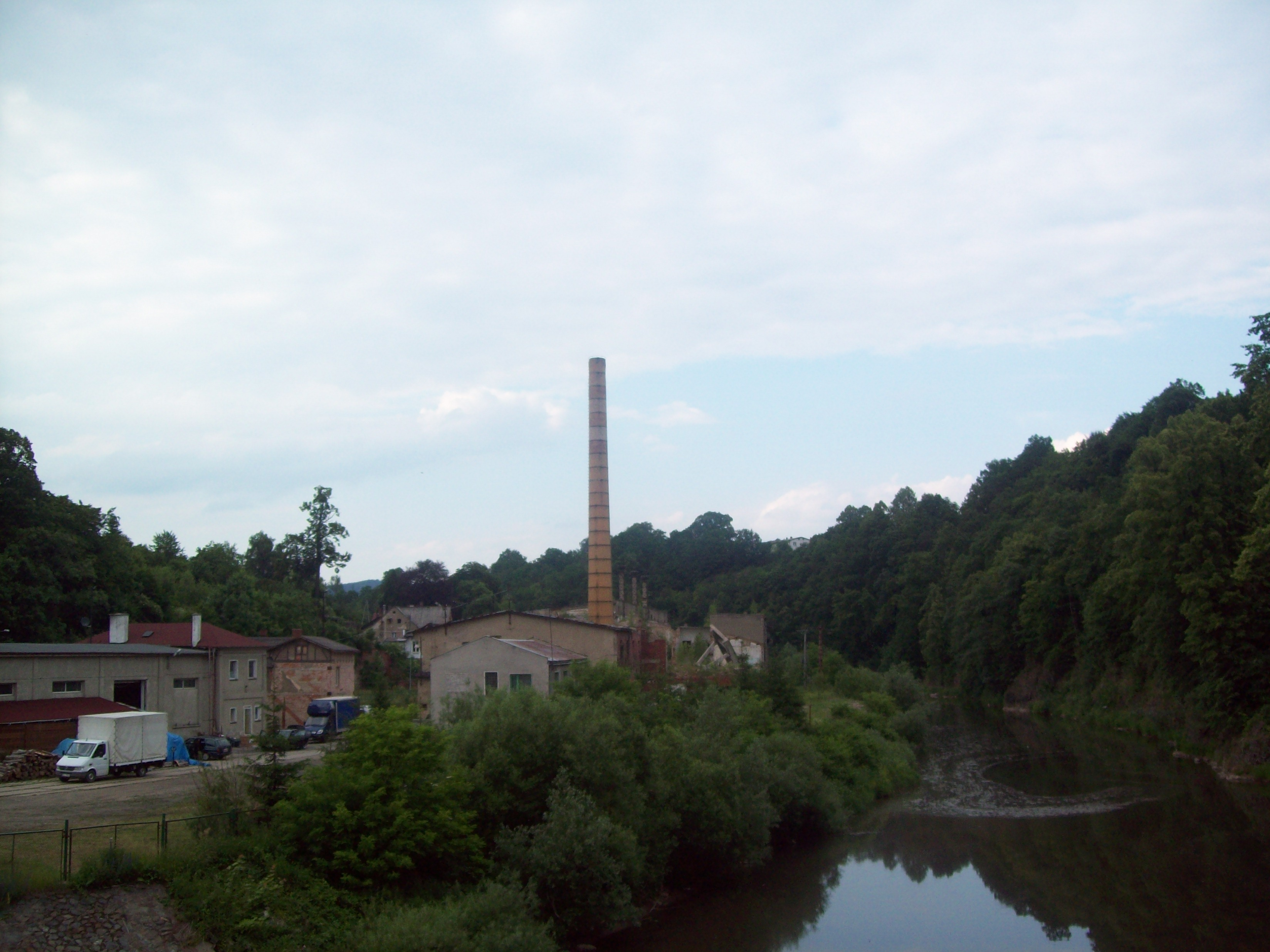
Widok ogólny na Młynów

Gmina Kłodzko dzieli się od 1990 r. na jednostki pomocnicze, zwane sołectwami. Zgodnie ze „Statutem Gminy Kłodzko” uchwalonym 30 marca 2015 r. tworzy je każda wieś w gminie.
| Lp. | Sołectwo               | Powierzchnia (km²) | Ludność (2002) | Sołtys                     |
| --- | ---------------------- | ------------------ | -------------- | -------------------------- |
| 1.  | Bierkowice             | 3,78               | 516            | Andrzej Bartyna            |
| 2.  | Boguszyn               | 3,86               | 378            | Krzysztof Ryba             |
| 3.  | Droszków               | 4,69               | 62             | Maria Rusiniak             |
| 4.  | Gołogłowy              | 3,53               | 250            | Monika Rajczakowska        |
| 5.  | Gorzuchów              | 3,30               | 217            | Marek Opanowicz            |
| 6.  | Jaszkowa Dolna         | 17,77              | 1310           | Mariusz Majoch             |
| 7.  | Jaszkowa Górna         | 24,61              | 901            | Robert Kirkiewicz          |
| 8.  | Jaszkówka              | 1,62               | 76             | Teresa Głód                |
| 9.  | Kamieniec              | 4,33               | 209            | Tomasz Lasak               |
| 10. | Korytów                | 2,33               | 108            | Tadeusz Kowalski           |
| 11. | Krosnowice             | 13,65              | 2954           | Urszula Borkowska          |
| 12. | Ławica                 | 4,82               | 336            | Dariusz Pempuś             |
| 13. | Łączna                 | 6,29               | 312            | Ewa Kulbaka                |
| 14. | Marcinów               | 4,00               | 126            | Ludwika Golec              |
| 15. | Mikowice               | 2,18               | 84             | Teresa Macherzyńska        |
| 16. | Młynów                 | 2,13               | 138            | Sebastian Nowak            |
| 17. | Morzyszów              | 1,76               | 37             | Krzysztof Doliński         |
| 18. | Ołdrzychowice Kłodzkie | 15,58              | 2419           | Ryszard Lewandowski        |
| 19. | Piszkowice             | 3,35               | 322            | Jacek Suchoń               |
| 20. | Podtynie               | 2,08               | 140            | Magdalena Pichnar          |
| 21. | Podzamek               | 5,51               | 220            | Jadwiga Kaczor             |
| 22. | Rogówek                | 1,21               | 34             | Marek Szach                |
| 23. | Romanowo               | 4,40               | 135            | Eugeniusz Marcak           |
| 24. | Roszyce                | 3,20               | 167            | Tomasz Krupa               |
| 25. | Ruszowice              | 3,73               | 144            | Aleksander Bil             |
| 26. | Starków                | 7,22               | 211            | Daniel Kaźmierczak         |
| 27. | Stary Wielisław        | 18,39              | 799            | Ewa Matusiak               |
| 28. | Szalejów Dolny         | 9,60               | 654            | Joanna Wieloch             |
| 29. | Szalejów Górny         | 11,96              | 857            | Małgorzata Turłaj-Łuszczek |
| 30. | Ścinawica              | 2,16               | 301            | Krzysztof Więckowski       |
| 31. | Święcko                | 4,77               | 253            | Karol Omachel              |
| 32. | Wilcza                 | 9,86               | 117            | Ryszard Jastrzębski        |
| 33. | Wojbórz                | 16,59              | 1106           | Iwona Janoszek-Badecka     |
| 34. | Wojciechowice          | 16,05              | 589            | Jarosław Zdrojewski        |
| 35. | Żelazno                | 12,11              | 973            | Beata Konieczko-Rudnicka   |
| #   | Razem (Σ)              | 252,25             | 17 445         | Zbigniew Tur (wójt gminy)  |

## Polityka

### Władze
Gmina Kłodzko ma status gminy wiejskiej. Mieszkańcy wybierają do rady gminy 15 radnych. Organem wykonawczym władz jest wójt. Siedzibą władz gminy znajduje się w Kłodzku przy ulicy Okrzei 8a.
Wójtowie gminy Kłodzko (od 1990):
- 1990–1994: Bogusław Piotrowski
- 1994–2010: Ryszard Niebieszczański
- 2010-2018: Stanisław Longawa
- 2018-: Zbigniew Tur

Mieszkańcy gminy Kłodzko wybierają parlamentarzystów z okręgu wyborczego Wałbrzych, a posłów do Parlamentu Europejskiego z dolnośląsko-opolskiego okręgu wyborczego z siedzibą we Wrocławiu.
Na czele każdego z sołectw stoi sołtys jako jednoosobowy organ władzy wykonawczej, który ma do pomocy radę sołecką jako organ władzy ustawodawczej, która wybierana jest przez wszystkich mieszkańców danej wsi.

### Gminy partnerskie
Gmina Kłodzko ma podpisaną współpracę z trzema gminami, dwie z nich znajdują się na terenie Polski, a jedna w Niemczech:
- Gmina Zbąszyń
- Gmina Rytro
- Georgsmarienhütte

## Religia

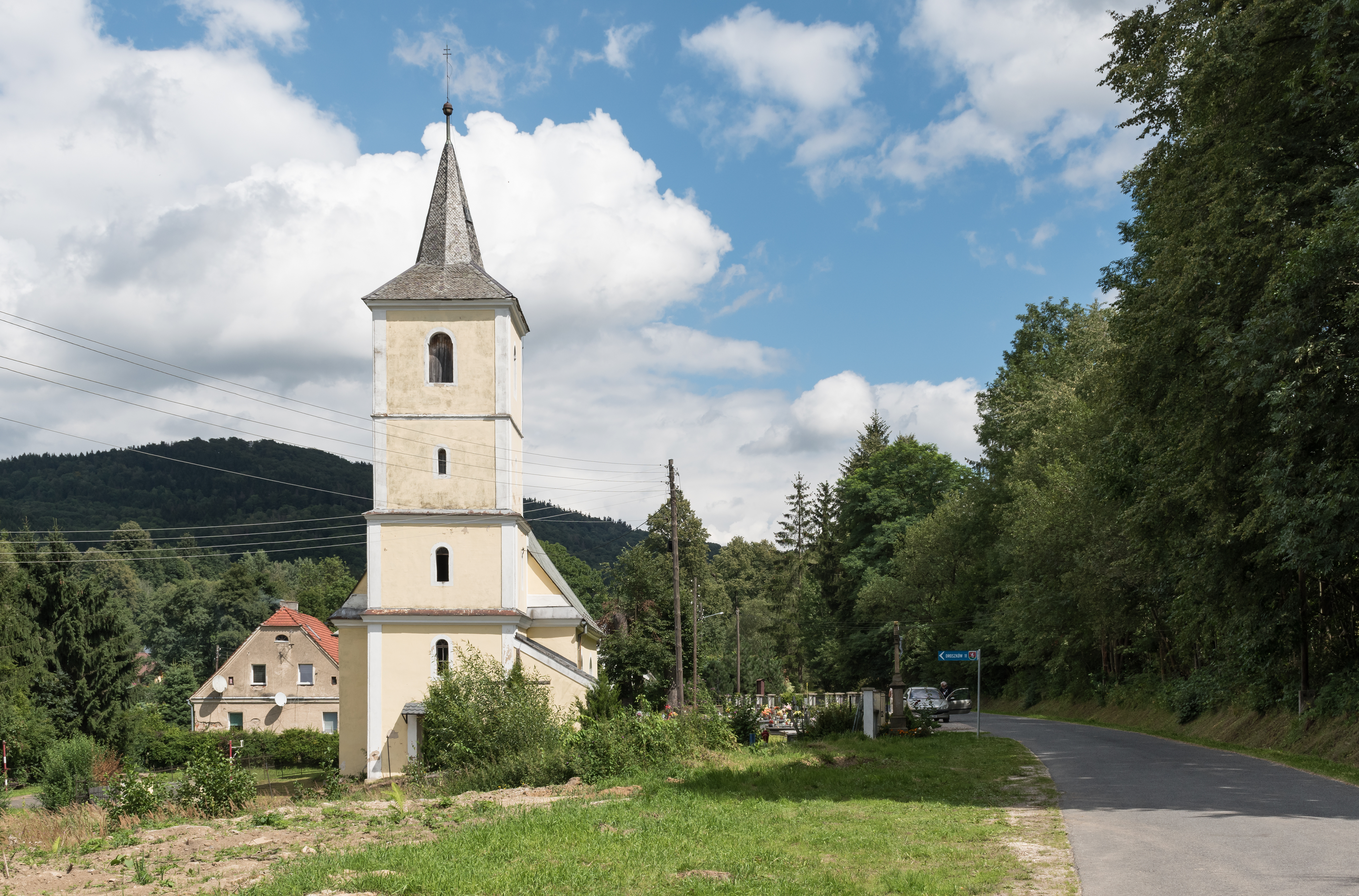
Kościół św. Barbary w Droszkowie

Na terenie gminy Kłodzko swoją działalność prowadzi głównie Kościół katolicki, który jako jedyna wspólnota religijna posiada na jej terenie swoje parafie, wchodzące w skład dwóch dekanatów: kłodzkiego i lądeckiego, należących do diecezji świdnickiej:
- parafia św. Jana Chrzciciela → Jaszkowa Dolna
- parafia św. Mikołaja → Jaszkowa Górna
- parafia św. Jana Chrzciciela → Piszkowice
- parafia św. Jerzego → Szalejów Górny
- parafia św. Jerzego → Wojbórz
- parafia św. Michała Archanioła → Wojciechowice
- parafia św. Jakuba Apostoła → Krosnowice
- parafia św. Jana Chrzciciela → Ołdrzychowice Kłodzkie
- parafia św. Marcina → Żelazno
- parafia Wniebowzięcia NMP → Kłodzko[39]

## Bezpieczeństwo

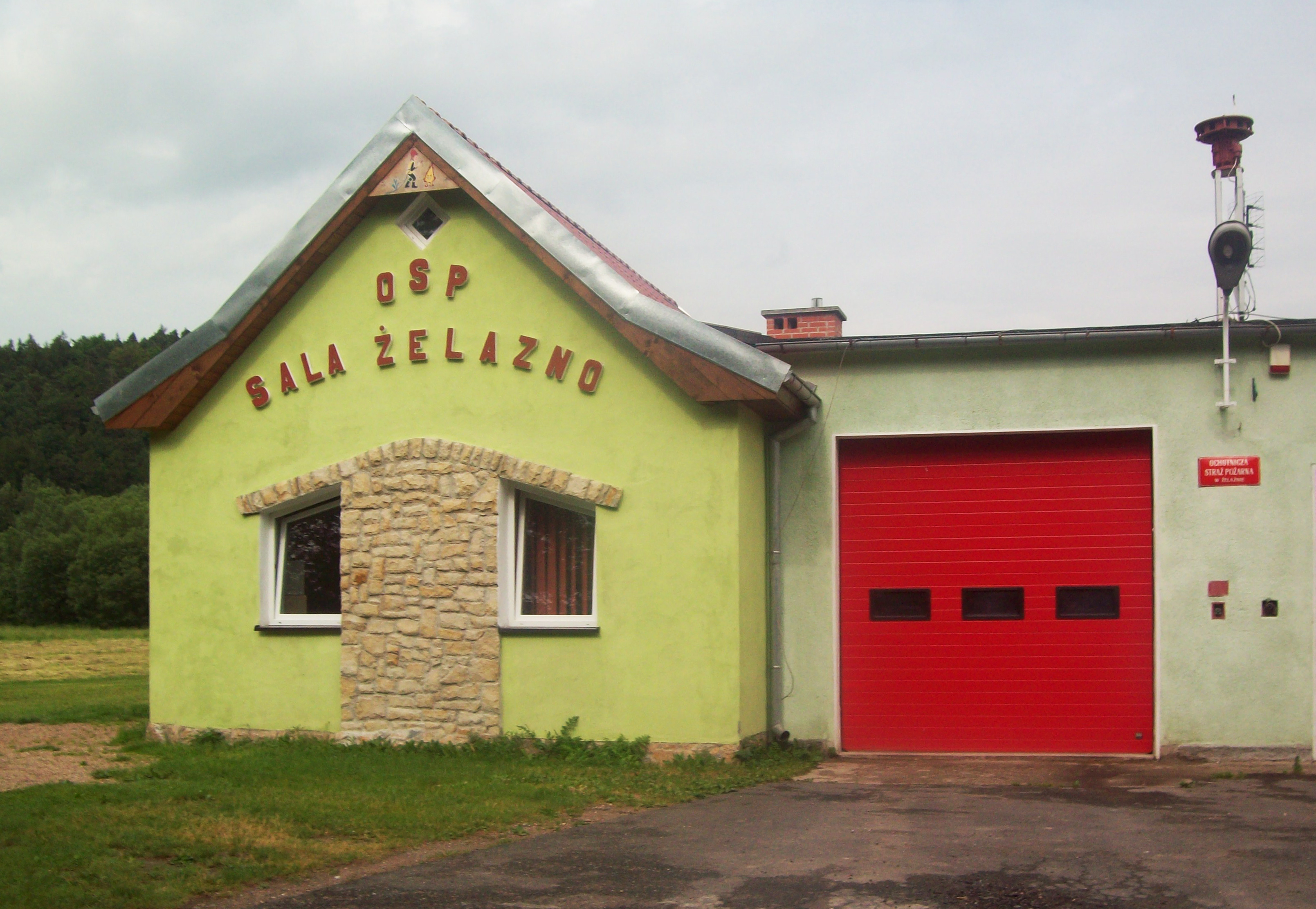
Siedziba OSP w Żelaźnie

### Policja
Gmina Kłodzko podlega pod teren działania Komendy Powiatowej Policji w Kłodzku, mającej swoją siedzibę przy pl. Chopina. Swoją służbę w terenie gminy pełni trzech dzielnicowych: st. asp. Maciej Franczak, st. sierż. Łukasz Frączkowski, sierż. sztab. Adrian Brandiuk, asp. Anna Rydzak.

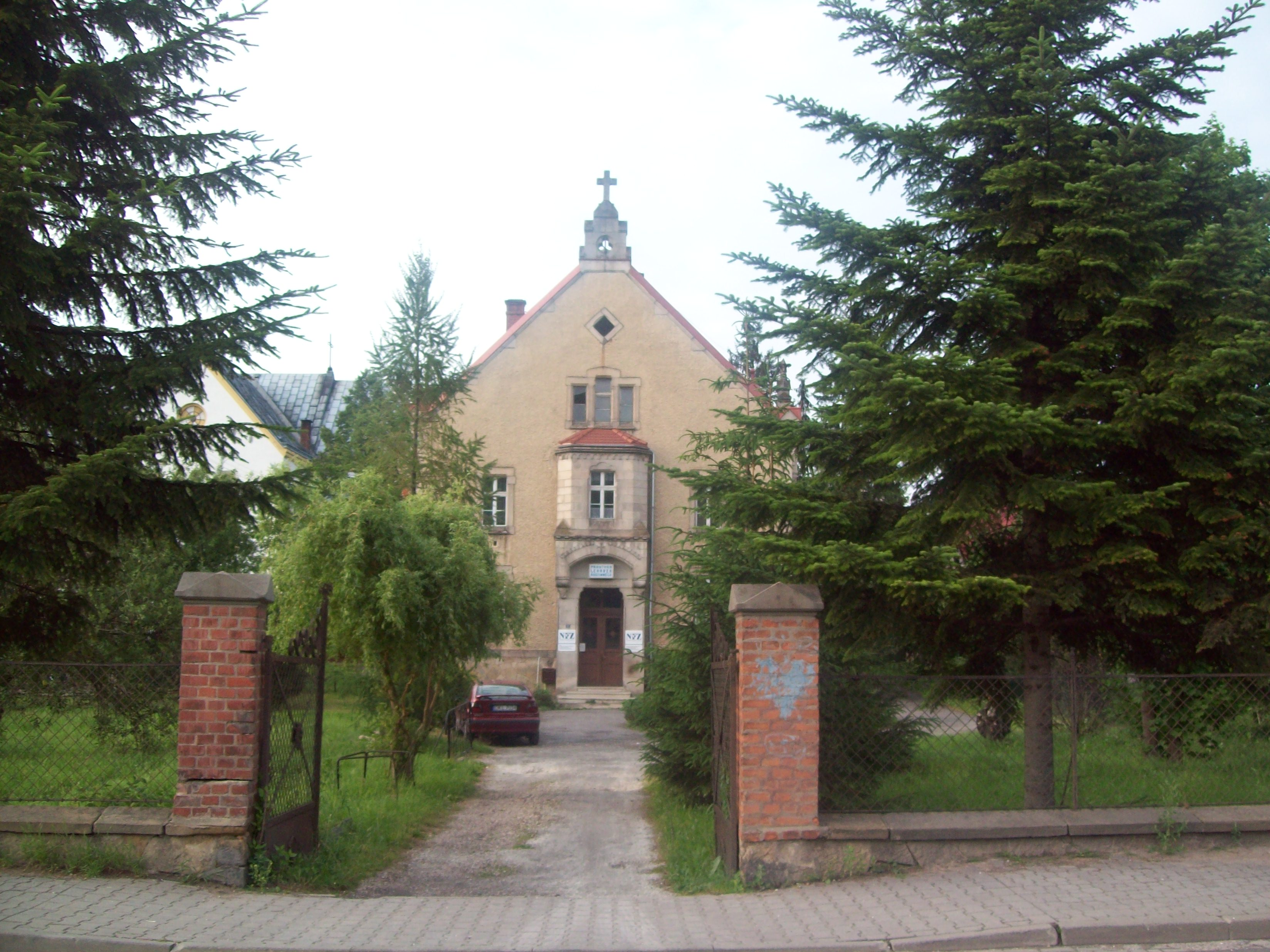
Dawny szpital, a obecnie przychodnia w Ołdrzychowicach Kłodzkich

### Straż pożarna
W Kłodzku swoją siedzibę ma Komenda Powiatowa Straży Pożarnej, gdzie funkcjonuje jednostka ratowniczo-gaśnicza. Podlegają jej Ochotnicze Straże Pożarne z terenów gminy Kłodzko w: Ołdrzychowicach Kłodzkich, Jaszkowej Górnej, Żelaźnie, Starym Wielisławiu, Krosnowicach, Wojciechowicach, Szalejowie Dolnym i Szalejowie Górnym.

### Służba zdrowia
Na terenie gminy działają 2 gabinety lekarsko-zabiegowe w Żelaźnie i Wojciechowicach. Ponadto działają 4 ośrodki zdrowia, w których swoje praktyki prowadzą lekarze rodzinni w Krosnowicach, Ołdrzychowicach, Jaszkowej Górnej i Szalejowie Dolnym. Ponadto w Wojborzu znajduje się punkt felczerski.
Najbliższy szpital znajduje się w stolicy gminy w dzielnicy Jurandów – Szpital Powiatowy.

## Transport

### Komunikacja samochodowa

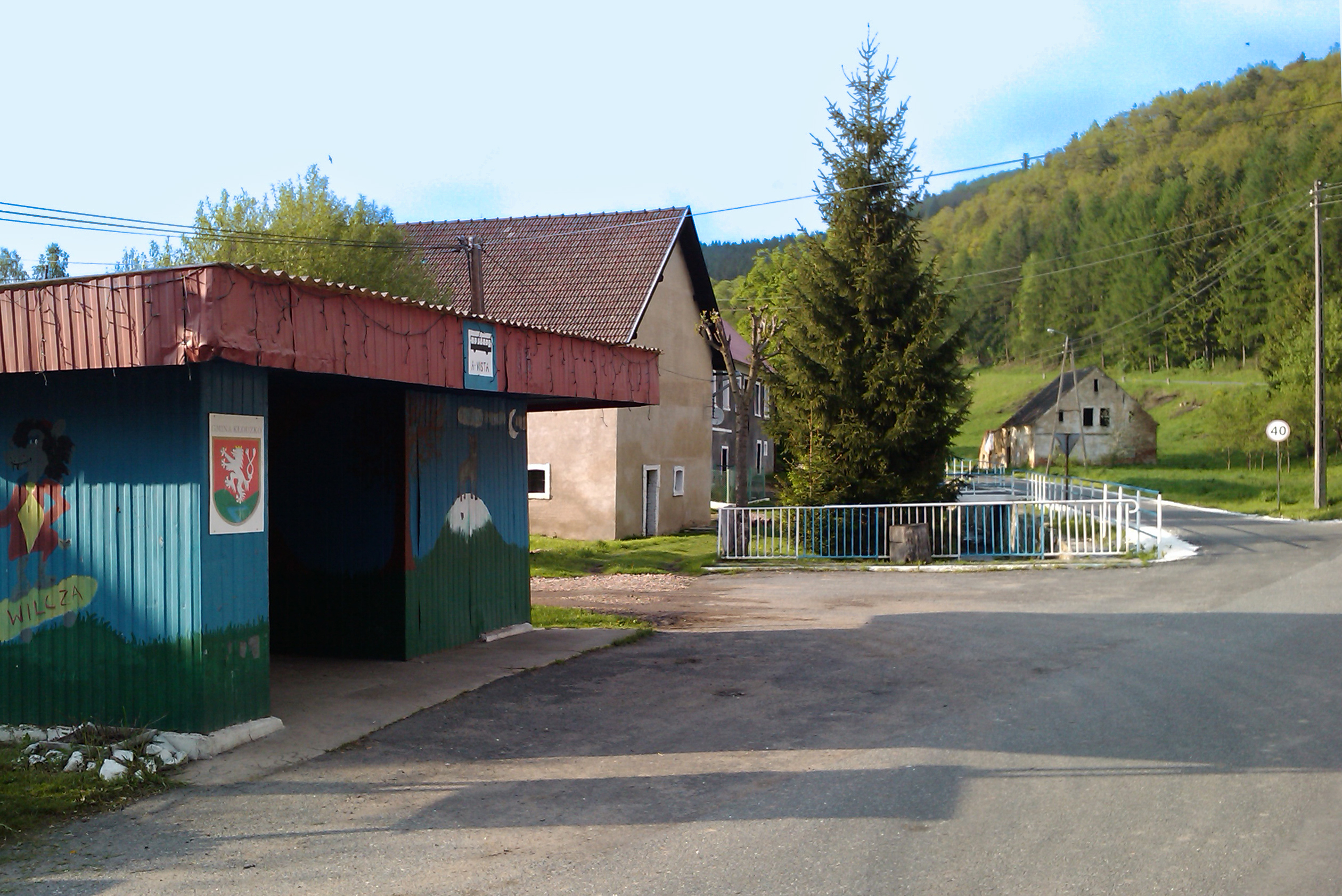
Typowy przystanek autobusowy w gminie (Wilcza)

Przez obszar gminy przechodzi trasa europejska, trzy drogi krajowe oraz dwie drogi wojewódzkie:
- Trasy europejskie:
  - 8E67  z Kudowy-Zdroju do Budziska
- Drogi krajowe:
  - 33 z Kłodzka do Boboszowa
  - 46 z Kłodzka do Szczekocin
- Drogi wojewódzkie:
  - 381 z Kłodzka do Wałbrzycha
  - 392 z Żelazna do Bystrzycy Kłodzkiej

Komunikacja autobusowa na terenie gminy obsługiwana jest przez PKS Kłodzko oraz prywatną firmę A-Vista, która uruchomiła kursy podmiejskie dla północnej części gminy do Kłodzka.

### Komunikacja kolejowa

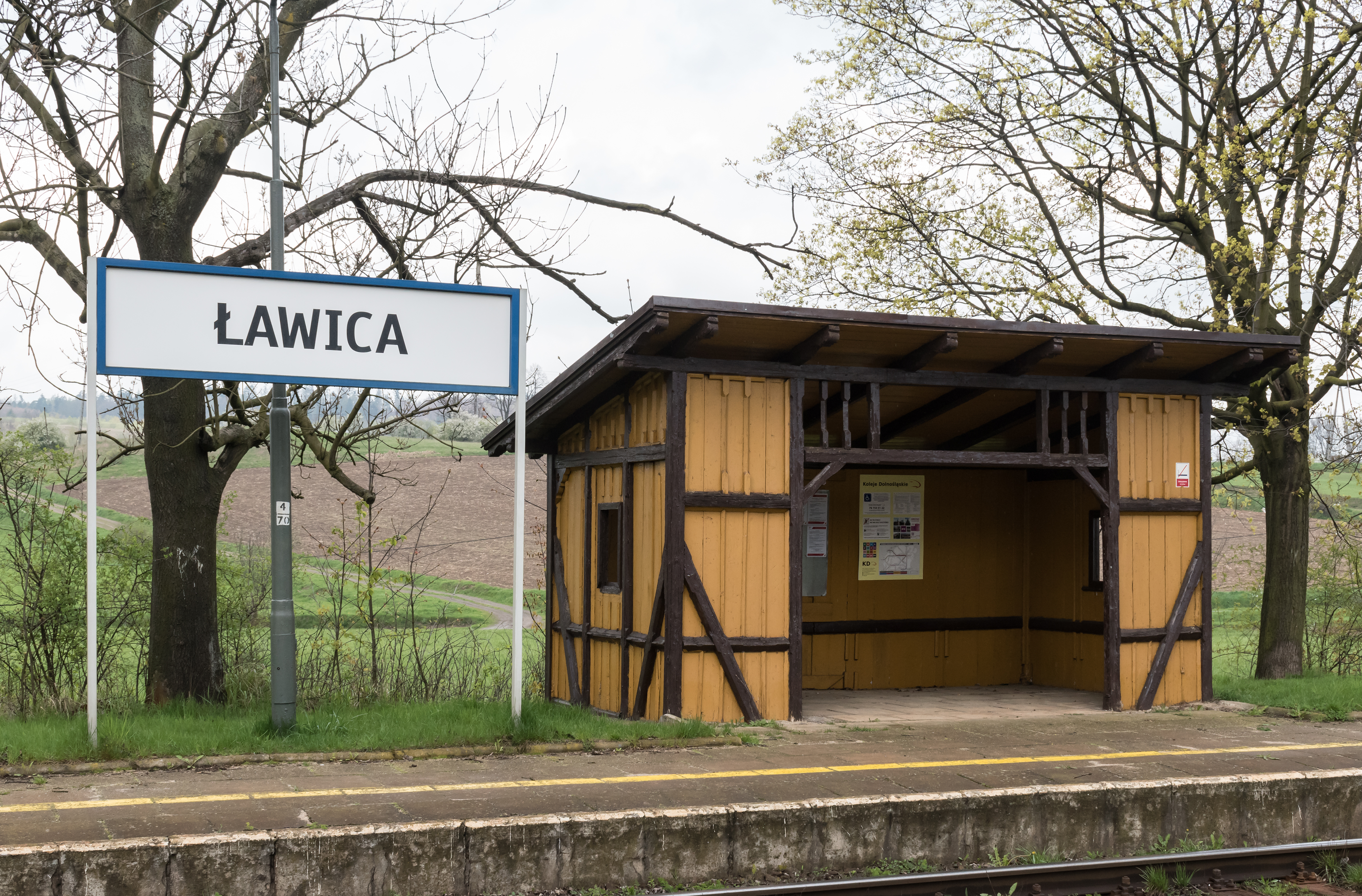
Przystanek kolejowy w Ławicy na trasie kolejowej z Międzylesia do Wrocławia Głównego

Kłodzko stanowi ważny węzeł kolejowy w powiecie kłodzkim. Przez teren gminy wiejskiej Kłodzko przechodzą cztery linie kolejowe:
- 276 z Wrocławia Głównego do Międzylesia, powstała w latach 1871–1875
- 286 z Kłodzka Głównego do Wałbrzycha Głównego, powstała w latach 1879–1880, uruchomiona ponownie dla ruchu pasażerskiego w 2009 r. przez Koleje Dolnośląskie
- 309 z Kłodzka Głównego do Kudowy-Zdroju, powstała w latach 1890–1905
- 322 z Kłodzka Głównego do Stronia Śląskiego, powstała w 1897 r., obecnie nieczynna dla ruchu pasażerskiego.

Na terenie gminy Kłodzko znajdują się 3 stacje kolejowe i 4 przystanki osobowe:
- Stacje kolejowe[46]:
  - czynne: Krosnowice Kłodzkie,
  - nieczynne: Żelazno, Ołdrzychowice Kłodzkie
- Przystanki osobowe: Gorzuchów Kłodzki, Bierkowice, Ławica i Stary Wielisław

## Turystyka i sport

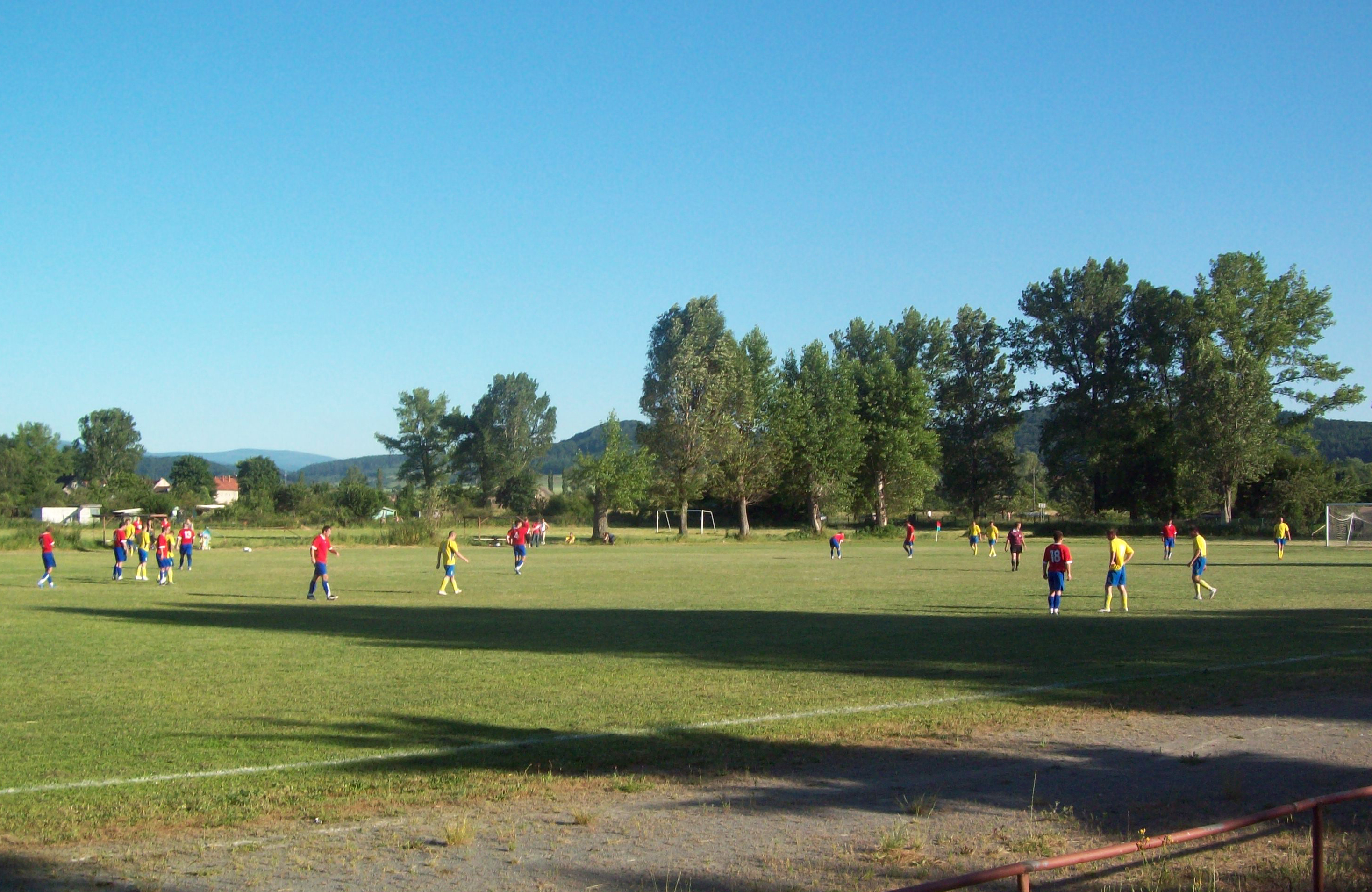
Mecz między LZS „Orlęta” Krosnowice a Zamkiem Trzebieszowice na krosnowickim boisku piłkarskim

Od 2. połowy lat 90. XX wieku na obszarze gminy wiejskiej zaczyna rozwijać się turystyka, podupadła w ostatnim półwieczu, która opiera się o powstające gospodarstwa agroturystyczne. Poza tym przez terytorium gminy przechodzą dwa szlaki turystyczne:
- z Kłodzka przez Jóźwików na Kłodzką Górę
- im. Jana Szczypińskiego, który prowadzi z Bystrzycy Kłodzkiej do Złotego Stoku przez Ptasznik

Każda większa wioska na terenie gminy wiejskiej Kłodzko posiada swoje boisko sportowe. W połowie lat 40. XX wieku powstały tutaj pierwsze kluby sportowe, działające w ramach Ludowych Zespołów Sportowych, w których dominującą sekcją była piłka nożna. Do dzisiaj na terenie gminy działają następujące kluby:
- LZS Tornado  Ławica
- Odrodzeni Szalejów Dolny
- ATS Wojbórz
- LZS Lech Ołdrzychowice
- LZS Orlęta Krosnowice
- LZS Iskra Bagietka Jaszkowa Dolna
- LKS Bierkowice